# Afrikanischer Hausgecko
Der Afrikanische Hausgecko (Hemidactylus brookii) ist eine kleine, nur zwölf Zentimeter lang werdende Echse, die als Kulturfolger im tropischen Afrika, in Indien, Südchina und Teilen Indonesiens und Osttimor verbreitet ist. Man findet sie oft an Hauswänden. Ansonsten lebt der Afrikanische Hausgecko an Mauern, in Steinhaufen und Baumstämmen, auch unter abstehenden Baumrinden. Der Afrikanische Hausgecko ist sowohl in tropischen Wäldern als auch in trockenen und halbtrockenen Gebieten zu finden.
Die Tiere haben eine gelblichbraune, unregelmäßig dunkel gefleckte Oberseite. Auf der Oberseite des flachen Schwanzes finden sich Reihen von 6 bis 8 höckerartigen Schuppen. Über den Augen und auf den Lippen sind dunkle Streifen.

## Fortpflanzung
Afrikanische Hausgeckos legen pro Eiablage nur ein bis zwei Eier. Die Jungen schlüpfen bei einer Temperatur von 28 °C nach etwa sechs Wochen.